# Calcio circolare
Un calcio circolare (conosciuto anche come calcio girato a power angle che viene spesso confuso con round kick) è un calcio in cui l'attaccante gira intorno alla propria gamba con movimento semicircolare, colpendo con la parte anteriore della gamba o del piede. Questo tipo di calcio è utilizzato in molte arti marziali ed è famoso nelle competizioni sportive senza contatto o a contatto pieno. Il calcio ha molte varianti basate su posizione, movimento delle gambe e altezza del calcio stesso. Bersagli comuni sono la testa, le costole o le gambe.

## Calcio semi-circolare
Un calcio semi-circolare è un calcio circolare forty five degree roundhouse kick (o "calcio diagonale"). Molto popolare nel kick-boxing, boxe birmana e nella Muay thai, può essere utilizzato in qualsiasi situazione.
Con questo calcio tutte le parti del corpo dell'avversario possono essere attaccato e ogni tipo di attacco può essere neutralizzato.

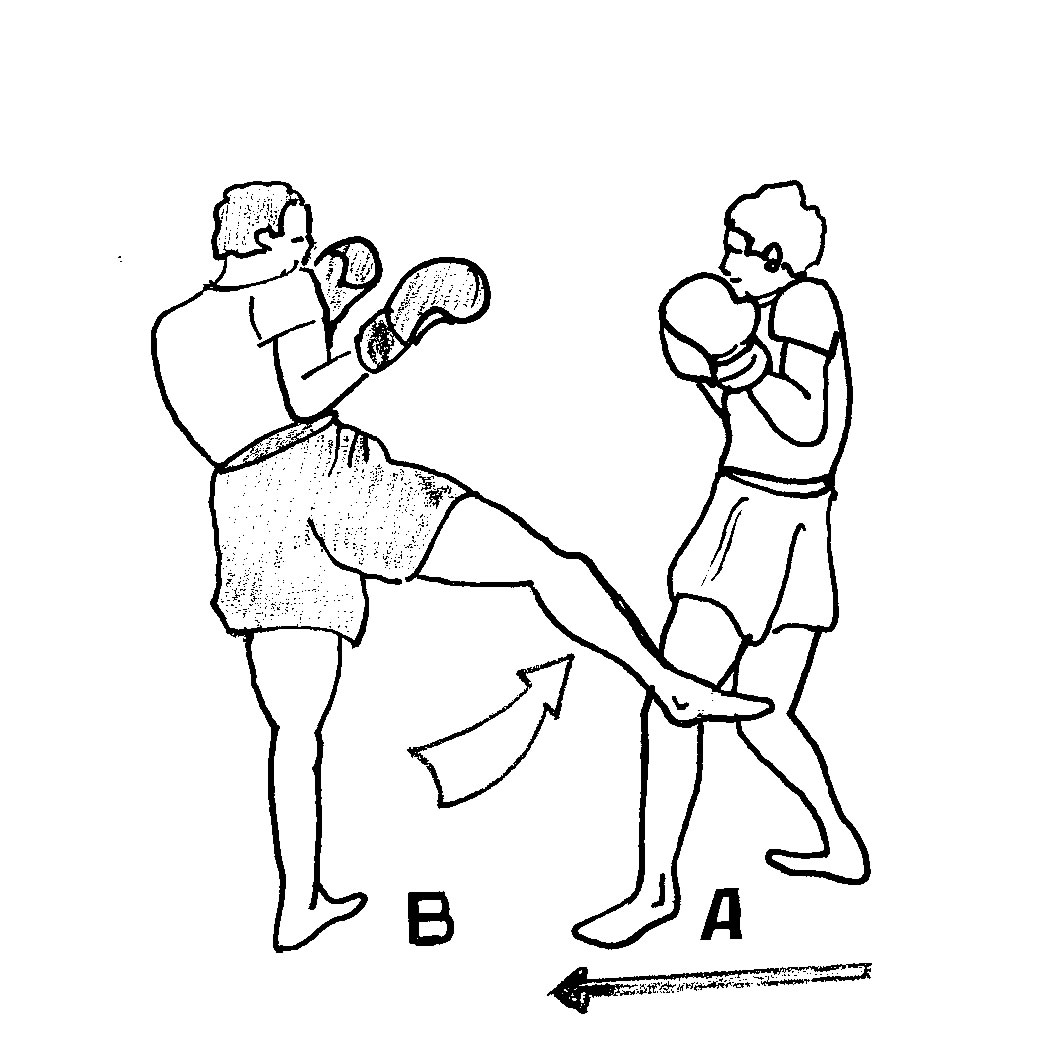
Calcio basso esterno
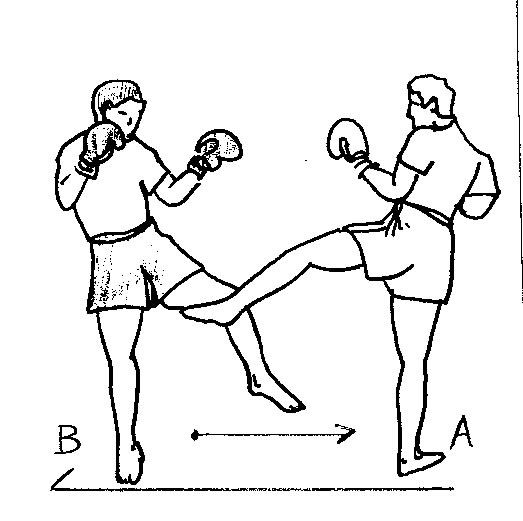
Calcio basso interno
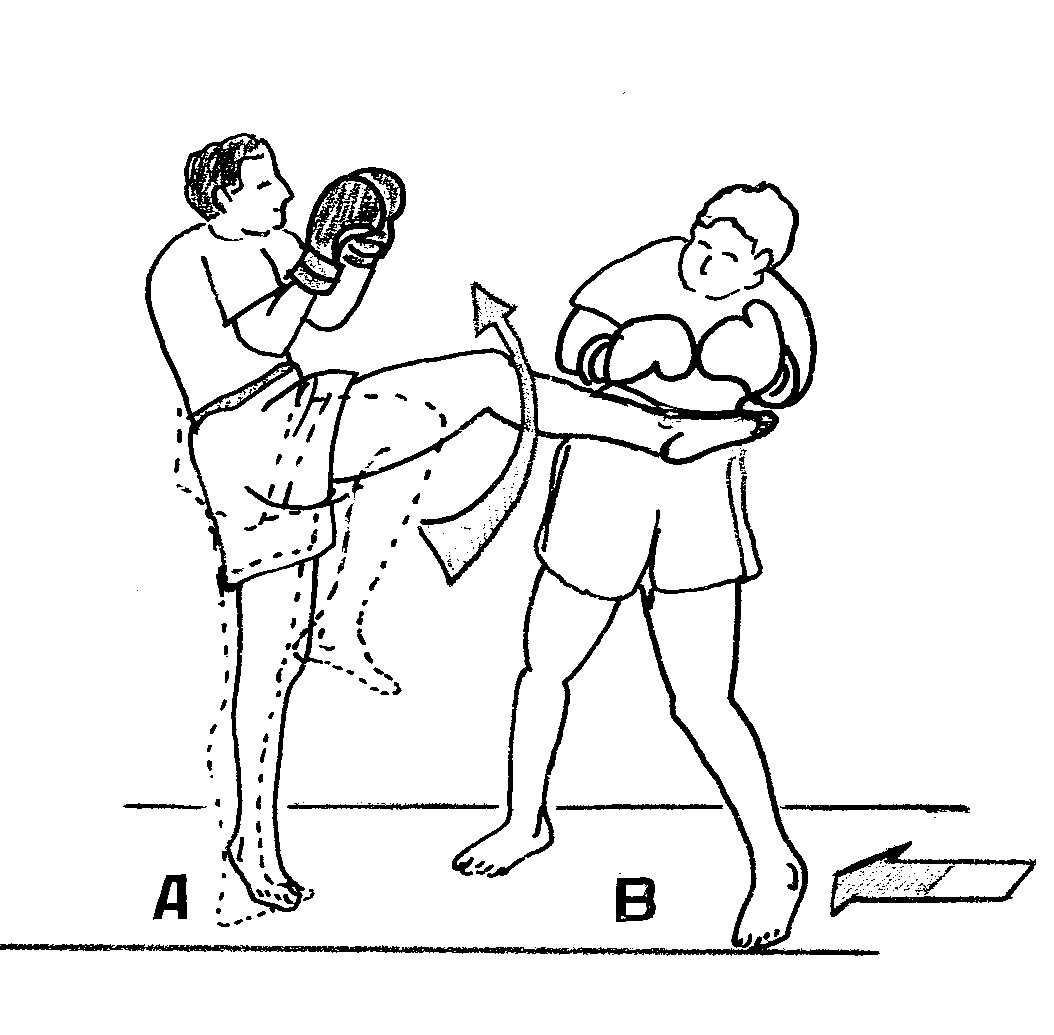
Calcio medio
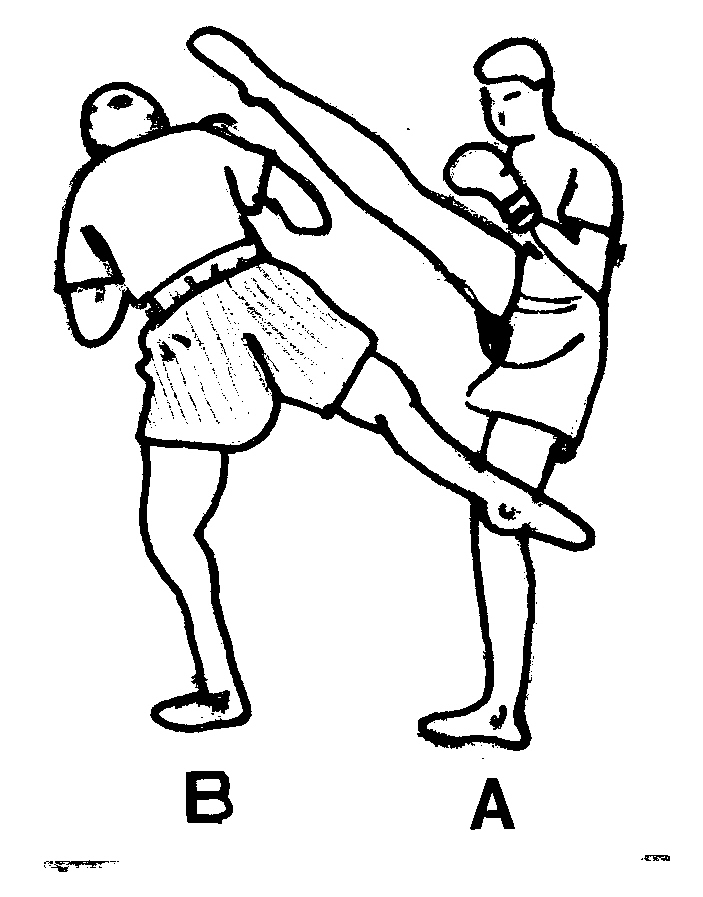
Calcio basso in counter

## Calcio circolare inverso
Il calcio circolare inverso si esegue dando la schiena all'avversario e colpendolo con la parte posteriore del piede.